# Mùa xuân trên Thành phố Hồ Chí Minh
"Mùa xuân trên Thành phố Hồ Chí Minh" là một bài hát do Nhạc sĩ Xuân Hồng sáng tác với cảm xúc từ sự kiện thống nhất Việt Nam năm 1975. Những giai điệu đầu tiên của bài hát được bắt đầu sáng tác vào khoảng đầu tháng 3 năm 1975 và hoàn thành trên bản thảo vào ngày 30 tháng 4 năm 1975. Đây là một trong 6 tác phẩm tiêu biểu của nhạc sĩ Xuân Hồng đã đem đến Giải thưởng Hồ Chí Minh về Văn học Nghệ thuật cho ông, và là ca khúc đánh dấu một thời kỳ sáng tác mới của ông. Đây cũng là một trong những bài hát về Thành phố Hồ Chí Minh – Sài Gòn – Gia Định xưa và nay.

## Xuất xứ
Năm 1974, trong một lần Nhạc sĩ Xuân Hồng đến thăm Đài Tiếng nói Việt Nam. Trong lúc ăn trưa, Nhà thơ Bảo Định Giang đọc Bài thơ "Xuân Sài Gòn", trong đó có câu "Xuân này em lại gặp anh. Bến Nghé sóng hát, Bến Thành chợ đông". Nhạc sĩ Xuân Hồng buột miệng hát  "Mùa xuân này về trên quê ta, khắp đất trời biển rộng bao la...".
Tháng 3 năm 1975, Chiến dịch Tây Nguyên bắt đầu. Lúc ấy, với cương vị là Trưởng ban Văn nghệ Cục chính trị quân giải phóng Miền Nam, Xuân Hồng cùng mọi người vạch kế hoạch phục vụ chiến sĩ và đồng bào các khu giải phóng và nhắc nhở các văn nghệ sĩ khẩn trương sáng tác tác phẩm cho kịp với thời cuộc và nhạc phẩm đã được ông hoàn thành trong giai đoạn này.